# 伊雜宮
伊雜宮（日语：／）是位在日本三重縣志摩市的神社。多稱作「いぞうぐう」，或稱作「磯部の宮」、「磯部の大神宮さん」。為式內社、志摩國一宮。

## 概要
祭神是天照坐皇大御神御魂（あまてらしますすめおおみかみのみたま）。
伊雜宮是內宮（皇大神宮）別宮。伊勢神宮別宮14社之中唯一位在伊勢國外，也是唯一擁有神田的別宮。
伊雜宮和瀧原宮在遠離內宮的場所祭祀天照大神之魂，所以稱作「天照大神之遙宮」（とおのみや）。

## 關連項目
- 伊勢神宮
- 神田

## 外部連結
- 伊雜宮（伊勢之神宮） （页面存档备份，存于）